# Ancyroclepsis
Ancyroclepsis is een geslacht van vlinders uit de familie bladrollers (Tortricidae), onderfamilie Tortricinae. De wetenschappelijke naam van het geslacht is voor het eerst geldig gepubliceerd in 1976 door Alexey Diakonoff.
De typesoort van het geslacht is Ancyroclepsis rhodoconia Diakonoff, 1976.

## Soorten
- Ancyroclepsis nakhasathieni
- Ancyroclepsis rhodoconia